# Еміль Чоран

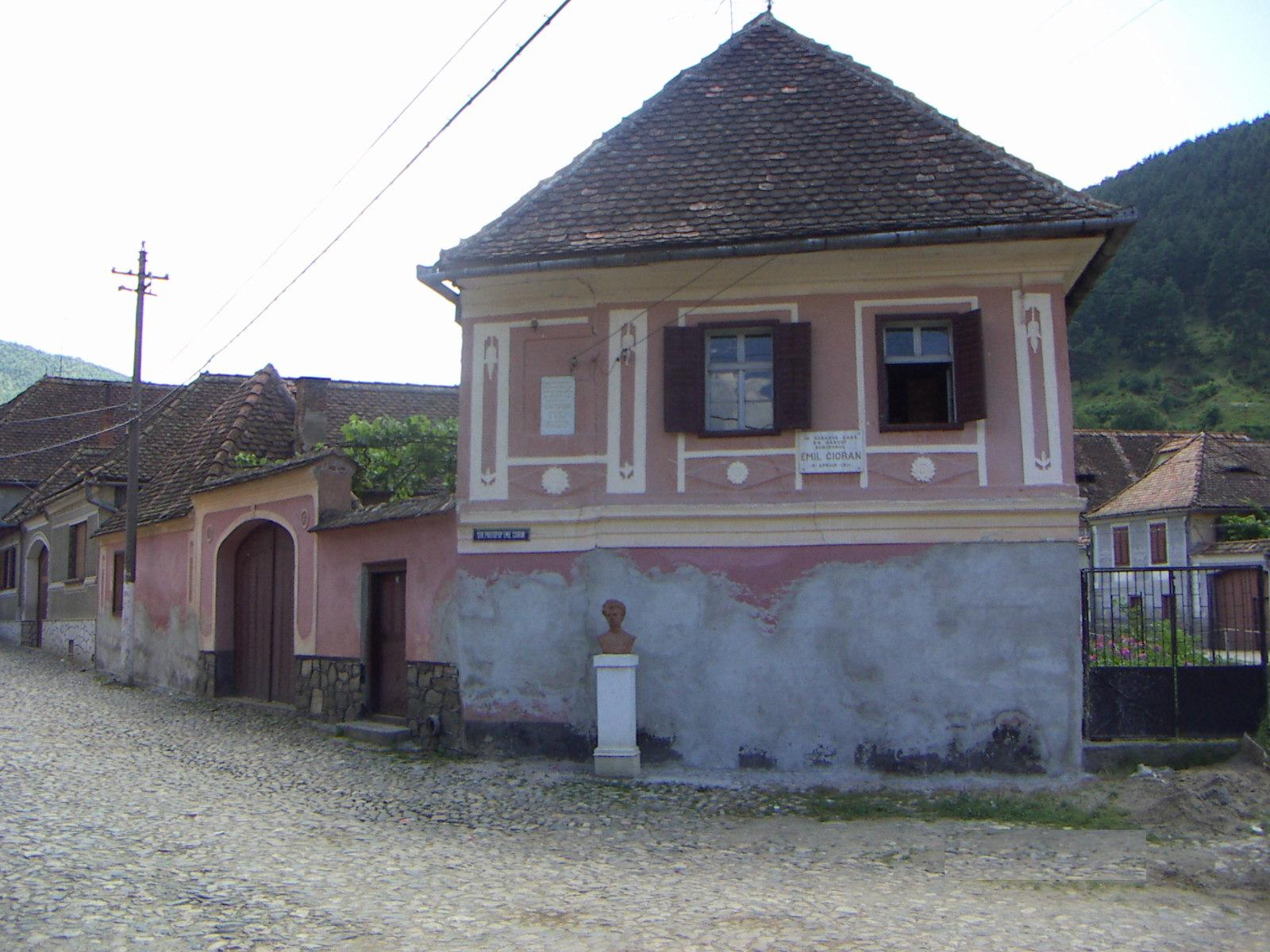
Будинок Еміля Чорана в його рідному селі

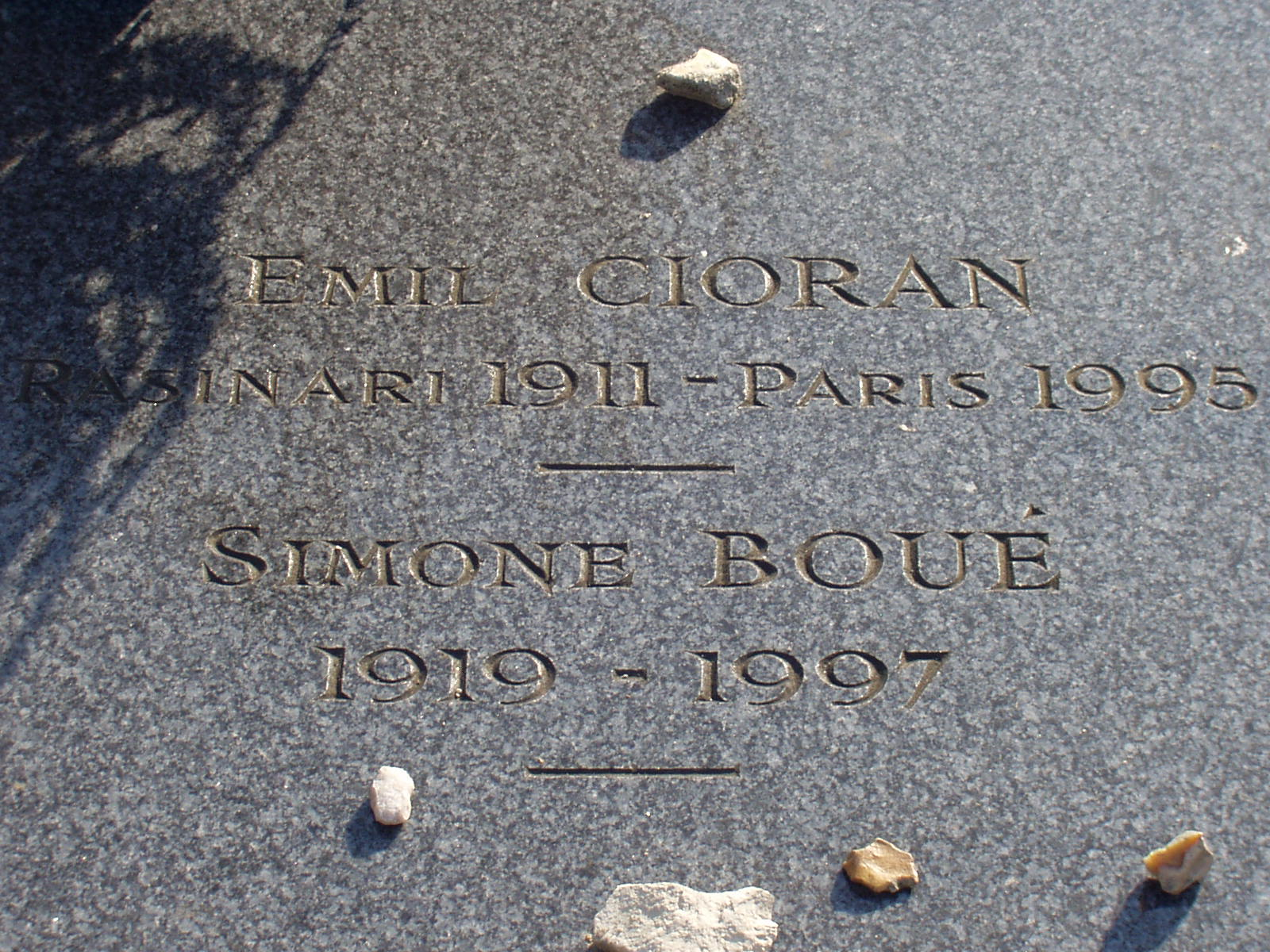
Надгробок Чорана на цвинтарі Монпарнас

Еміль Мішель Чора́н (фр. Emil Michel Cioran (французька вимова — Сьора́н); 8 квітня 1911, Решінарі, Австро-Угорщина, нині Румунія — 20 червня 1995, Париж) — румунський і французький філософ і письменник. Відомий своїми есе та афоризмами песимістичного спрямування.

## Біографія
Народився в трансильванському селі Решінарі, що належало тоді Австро-Угорщини й пізніше увійшло до складу румунського жудецу Сібіу. Син православного священика, навчався в німецькій школі. Закінчив факультет філології та філософії Бухарестського університету, де затоваришував з Мірчею Еліаде й Еженом Йонеско, світогляд їхнього гуртка склався під сильним впливом німецького культур-песимізму й філософії життя (Шопенгауер, Ніцше, Людвіг Клагес).
З 1932 року Чоран починає публікуватися в румунській пресі, виступає з різкою критикою румунського провінціалізму, гаслами відродження нації, надіями на харизматичного вождя, симпатією до італійського фашизму й німецького нацизму. У 1933—1934 роках зі стипендією Фонду Гумбольдта навчається в Берлінському університеті Фрідріха-Вільгельма і Мюнхенському університеті імені Людвіга Максиміліана, в 1935 році повертається до Румунії, викладає в провінційному ліцеї. Перші книги песимістичної філософської есеїстики написані румунською мовою.
У 1937 році зі стипендією Інституту Франції з Бухаресту Чоран їде до Парижа, де оселяється в маленькій мансардній квартирі в Латинському кварталі, в якій мешкатиме до кінця життя. У Парижі відвідує семінари з філософії в Сорбонні, згодом подорожує Францією, Іспанією, Великою Британією — пішки та на велосипеді. Роки гітлерівської окупації проводить в Парижі. Після війни вирішує залишитися у Франції й перейти на французьку мову, повністю пориває з колишніми націоналістичними ідеями.
Книги афоризмів і есе Чорана, написані французькою, сповнені розчарування в європейській цивілізації, наділені похмурим скепсисом, невірою у прогрес і, водночас, гострим аналізом поширених забобонів та історичних ілюзій, безпощадною критикою щодо себе й щодо людини загалом. Жив самітником в умовах крайньої бідності, сторонився популярності (він відмовився практично від усіх премій, які йому присуджували). Чоран зустрічався лише з вузьким колом обраних друзів, але до кінця 1960-х років набув у нонконформістської молоді Франції, Іспанії, ФРН, Північної і Латинської Америки славу своєрідного «пророка нігілістичної епохи». Його книги перекладаються багатьма мовами, визнання повертається до нього навіть у Румунії. Проте після 1987, коли його книга «Зізнання і прокляття» набула гучного успіху й навіть стала бестселером, Чоран практично більше нічого не писав.
Помер 20 червня 1995 в Парижі. Похований на цвинтарі Монпарнас.
Посмертно опубліковані нотатники письменника (записи припинилися в 1972 році), залишаються не надрукованими щоденники, які він вів з 1972 року.

## Пошанування
Композитор Мішель Реверді написав камерний твір «Hommage à Cioran» для 6 інструментів (1992). Чоран — головний герой драми румунського письменника, що мешкає у Франції, Матея Вішнєка «Паризька мансарда з видом на Смерть» (2007).

## Головні твори
- На вершинах відчаю (1934, румунською мовою)
- Сльози й святі (1937, румунською мовою)
- Трактат про деконструкцію (1949, французькою мовою, премія Ривароля, німецькою переклав Пауль Целан)
- Силогізми гіркоти (1952)
- Спокуса існування (1956)
- Історія й утопія (1960)
- Злий Деміург (1969)
- Нарис реакційної думки. Про Жозефа де Местра (1977)
- Вправи зі славослів'я (1986)
- Зізнання й прокляття (1987)
- Самотність і доля (опубл. 2004)
- Вправи з заперечення (опубл. 2005)

## Основні видання
- Oeuvres. Paris: Gallimard, 2011 (критичне видання всіх франкомовних творів Чорана в серії Бібліотека Плеяди)
- Oeuvres. Paris: Gallimard, 1995 (до видання входять 5 румунських книг у французькому перекладі та всі основні твори, написані французькою)
- Cahiers 1957—1972. Paris: Gallimard, 1997
- Cahier de Talamanca. Paris: Mercure de France, 2000

## Українські переклади
- Сьоран. Силогізми гіркоти. Падіння у час / Пер. з фр. Марії Абрамової. — К.: Дух і Літера, 2023. — 280 с. — ISBN 978-966-378-973-6
- Сьоран (Еміль Чоран). Допінґ духу / Пер. з фр. Ірини Славінської. — К.: Грані-Т, 2011. — 184 с. — (Серія: De profundis). ISBN 978-966-465-358-6
- Еміль Чоран. Зізнання і прокляття / Пер. з фр. Олега Шульженка
- Еміль Чоран. На верхів'ях розпачу / Пер. Олега Шульженка

## Вибрані афоризми
- Я хочу бути вільним, вільним до краю, як мертвонароджене немовля.
- Тоді, коли природа допустила існування людини, вона вчинила не лише помилку, а замах на саму себе.
- Єдина послуга, яку ми можемо попросити в інших, це аби ті не намагалися вгадати, до якої міри ми жалюгідні.
- Ніщо не можна сказати про ніщо, тож кількість книжок не може мати меж.
- Секрет історії у відмові від порятунку.
- Живуть не в країні, а в мові. Лише вона є справжньою батьківщиною.
- Без Баха Бог був би третьорядним типом.
- Вся таємниця життя зводиться до того, що воно позбавлене жодного сенсу, проте кожен з нас такий сенс знаходить.
- Врешті всі ідеї — фальшиві й абсурдні. Залишаються лише люди, такі, як вони є.